# Clint Walker
Norman Eugene 'Clint' Walker (Hartford (Illinois), 30 mei 1927 – Grass Valley (Californië), 21 mei 2018) was een Amerikaanse acteur, die in de jaren 1950 bekend werd door de televisieserie Cheyenne.

## Biografie
Walker werd geboren tijdens de Grote Depressie. Werkloosheid dwong zijn familie om van stad naar stad te verhuizen. Hij verliet de school op 16-jarige leeftijd om in een fabriek en op de rivierboten in de omgeving te werken. Op 17-jarige leeftijd trad hij toe tot de Amerikaanse koopvaardij. Vervolgens werkte hij op de olievelden van Brownwood in Texas. Via Long Beach kwam hij naar Las Vegas (Nevada), waar hij als plaatsvervangend sheriff werkte bij Hotel Sands.
Daarna ging hij naar Hollywood, waar hij Cecil B. DeMille ontmoette, die hem een rol aanbood in zijn nieuwste film The Ten Commandments. Daarna speelde hij de titelrol in de televisieserie Cheyenne, die acht jaar liep. Ze was een van de eerste tv-series en vestigde Walker als een van de grootste nieuwe tv-sterren.
Nadat de serie was afgelopen, maakte hij films als The Wages of the Brave en The Dirty Dozen en nam hij een album met nummers op voor Warner Bros. Records. In mei 1971 kreeg hij een ongeluk op Mammoth Mountain waarbij een skistok hem doorboorde. Twee maanden later draaide hij de film Viva Pancho Villa in Spanje met Telly Savalas. In de jaren 1980 en 1990 stond hij onder andere weer voor de serie The Love Boat en in The Gambler Returns: The Luck of the Draw: Zijn grootste inzet voor de camera was in een aflevering van Kung Fu. Hij werkte ook als stemacteur voor de productie van Small Soldiers.

## Privéleven en overlijden
Clint Walker heeft een dochter en was in 1997 voor de derde keer getrouwd met Susan Callavari. Hij overleed in mei 2018 op 90-jarige leeftijd.

## Filmografie

### Films
- 1954: Jungle Gents
- 1956: The Ten Commandments
- 1957: The Travellers
- 1958: Fort Dobbs
- 1958: Born Bad
- 1959: Johnny Bravo
- 1959: Yellowstone Kelly
- 1960: Gold of the Seven Saints
- 1963: Gold, Glory and Custer
- 1964: Send Me No Flowers
- 1965: None But The Brave
- 1965: Night of the Grizzly
- 1966: Maya
- 1967: The Dirty Dozen
- 1968: More Dead Than Alive
- 1968: The Great Bank Robbery
- 1969: Sam Whiskey
- 1970: Yuma
- 1972: El desafío de Pancho Villa
- 1972: Deadly Harvest
- 1972: The Bounty Man (tv-film)
- 1976: Baker’s Hawk
- 1976: The White Buffalo
- 1983: Hysterical
- 1986: Serpent Warriors
- 1991: The Gambler Returns: The Luck of the Draw, (tv-film)
- 1998: Small Soldiers, (stem)

### Tv-series
- 1955–1963: Cheyenne (108 afleveringen)
- 1960: Maverick] (1 aflevering)
- 1963: 77 Sunset Strip (3 afleveringen)
- 1974: Kodiak (13 afleveringen)
- 1983: Love Boat (1 aflevering)